# Португальское течение
Португальское течение — слабое и широкое пограничное морское течение на востоке Атлантического океана в Северном полушарии, переносящее воду к экватору. Представляет собой прибрежное ответвление Азорского течения, проходящее вдоль западных берегов Испании и Португалии в южном направлении. Летом усиливает Канарское течение, переходя в него южнее. Зимой Португальское течения направлено на север, формируя третий циклонический круговорот у берегов Пиренейского полуострова.
Поверхностный микрослой течения подвержен значительному загрязнению нефтяными углеводородами.